# Unst Bus Shelter

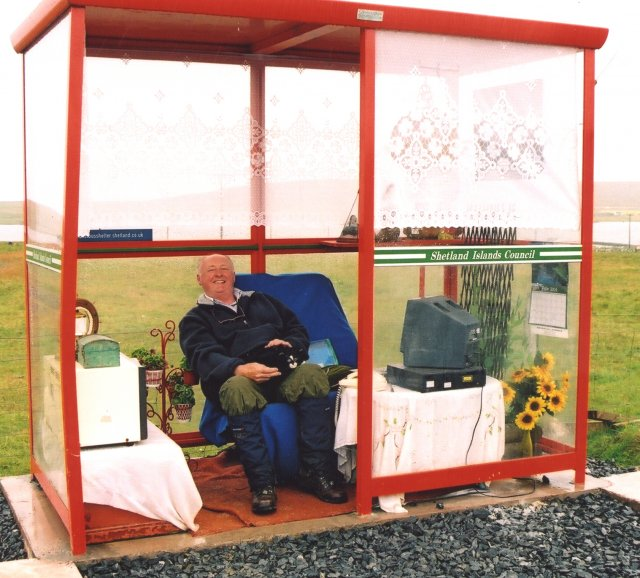
Unst Bus Shelter im Juli 2004

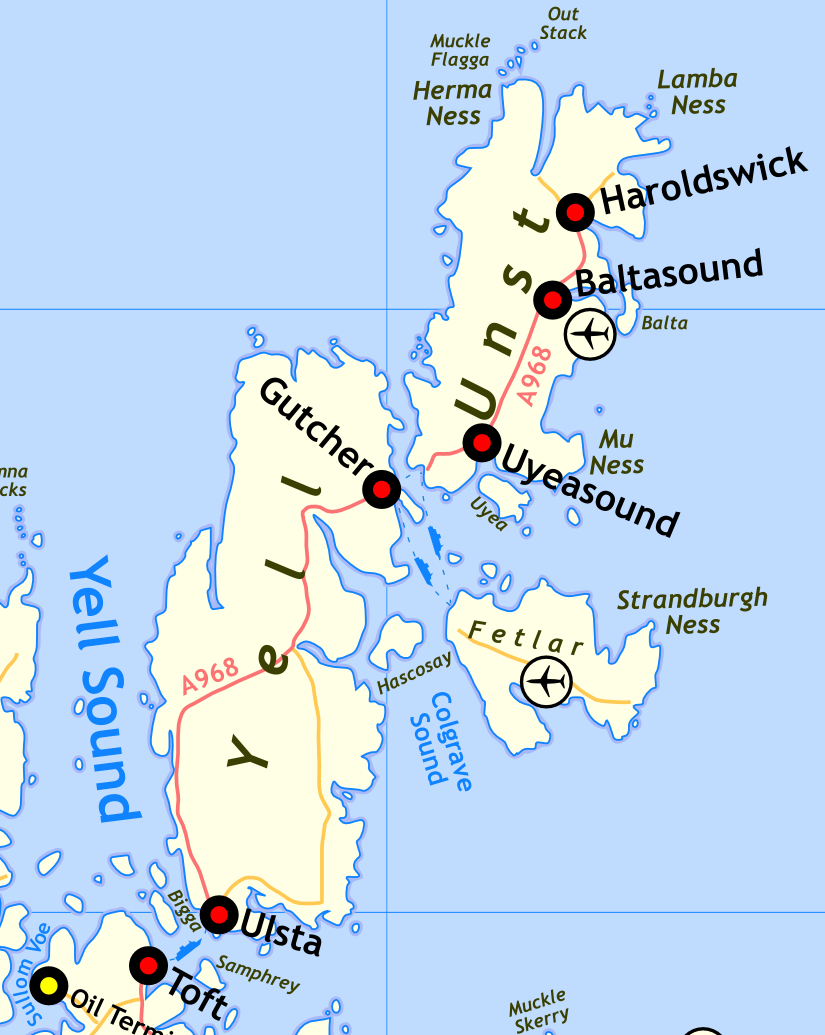
Karte von Yell, Unst und Fetlar mit dem Verlauf der Fernstraße A968

Unst Bus Shelter (englisch für „Unst-Bushäuschen“, seltener: Haroldswick Bus Shelter) ist eine überdachte Bushaltestelle auf der britischen Insel Unst, der nördlichsten großen Insel im Archipel der Shetlandinseln. Weil Unst Bus Shelter nicht das einzige Bushäuschen auf der Insel ist, wird es von den Einheimischen auch Bobby’s Bus Shelter genannt.
Der Unterstand gilt als nördlichstes Bushäuschen im Vereinigten Königreich und liegt zwischen Baltasound und Haroldswick an der A968, der Hauptverkehrsstraße der Insel. Wegen seiner ungewöhnlich komfortablen Ausstattung gehört es zu den bekanntesten Sehenswürdigkeiten der Shetlandinseln, über die auch regionale und nationale britische Medien berichten. So wählte das britische Monatsmagazin Buses, eine Fachzeitschrift für Omnibusse, Unst Bus Shelter zum besten Bushäuschen im Vereinigten Königreich (Best Bus Shelter in Britain). Die Londoner Zeitung Daily Mail bezeichnete den Unterstand gar als „luxuriöseste Bushaltestelle Großbritanniens“, die „jedes Jahr Tausende von Touristen anzieht.“

## Geschichte
Nachdem der Vorgängerbau 1996 nach einer Unwetterperiode schwer beschädigt und anschließend abmontiert worden war, blieb die Haltestelle zunächst ohne Unterstand. Um seine Unzufriedenheit darüber auszudrücken, wandte sich der jüngste unter den damals drei regelmäßig wartenden Fahrgästen mit einem Leserbrief an die Zeitung The Shetland Times. Das Anliegen des siebenjährigen Bobby Macauley veranlasste den Gemeinderat der Shetlandinseln, ein neues rotes Bushäuschen am alten Standort aufzustellen. Zunächst wurde es mit Sofa und Tisch ausgestattet, dann begannen Anwohner im Laufe der Jahre die Haltestelle immer mehr auszuschmücken, ohne dass von verantwortlicher Seite Einwände kamen.
Zwischenzeitlich entwickelte sich Unst Bus Shelter zu einem Besuchermagneten auf der dünnbesiedelten Insel. Damit die zahlreichen Reisebusse wenden können, wurde 2004 eigens eine Verkehrsinsel angelegt. Den Fahrbahnteiler tauften die Anwohner auf den Namen The John Peel Memorial Traffic Island – in Gedenken an den kurz zuvor verstorbenen BBC-Radiomoderator John Peel.
Die Haltestelle im Nordosten von Baltasound wird in der Saison 2010/2011 vom Linienbusverkehr nur wenige Male am Tag angefahren. Einziges öffentliches Verkehrsmittel auf Unst ist die Buslinie 28, die vom Unternehmen P & T Coaches bedient wird.

## Dekoration

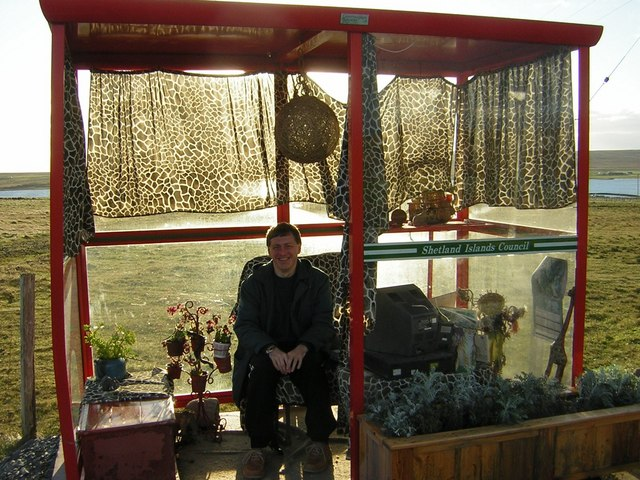
Afrika als Thema im Jahr 2005

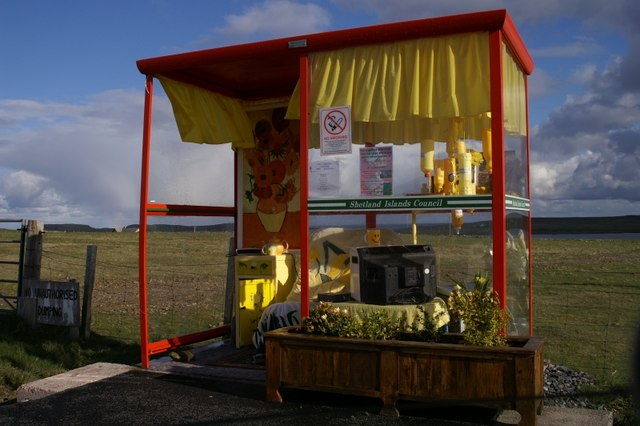
Gelbe Dekoration im Jahr 2007

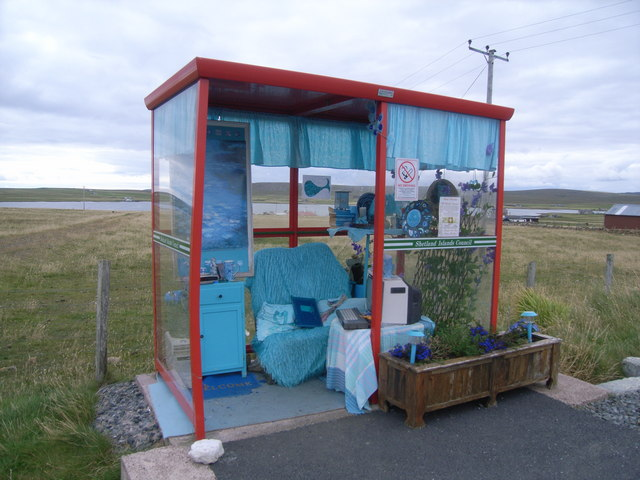
Türkis als Thema im Jahr 2008

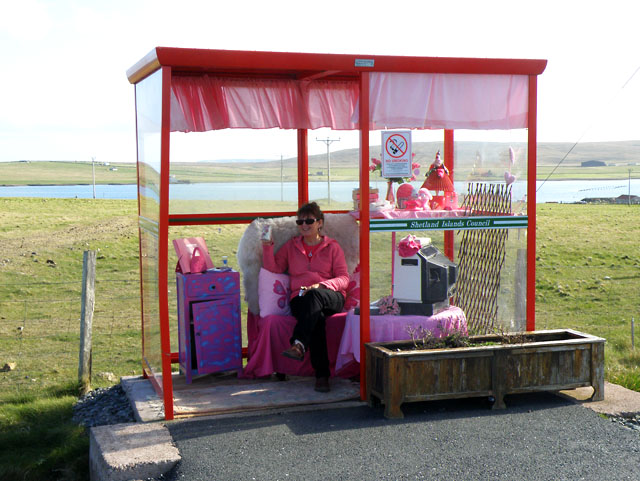
Rosa Dekoration im Jahr 2009

Auf engstem Raum sammelten sich neben dem Mobiliar auch Bilder, Topfpflanzen und verschiedenes Dekor an, derer sich die Leute auf diese Weise entledigten. Zeitweise befinden sich auch ein Fernseher, ein Telefon, ein Mikrowellenherd und ein Amstrad-Computer im Bushäuschen. Die Elektrogeräte dienen jedoch nur zu Dekorationszwecken, da die Bushaltestelle nicht an das Stromnetz angeschlossen ist. Die meisten der Einrichtungsgegenstände werden in den Wintermonaten entfernt, um sie vor den rauen Wetterverhältnissen zu schützen. Dafür wird das Häuschen in der dunklen Jahreszeit mit Hilfe eines Generators mit Lichterketten festlich ausgeleuchtet.
Einige der Inselbewohner schließen sich alljährlich zum Dekorieren zusammen, das jedes Jahr unter einem anderen Motto steht. Während im Winter bisher Weihnachten Gegenstand der Dekoration war, standen in den Sommermonaten unter anderem folgende Themen im Mittelpunkt:
| Jahr | Thema                                                  |
| ---- | ------------------------------------------------------ |
| 2002 | Goldenes Thronjubiläum der Königin Elisabeth II.       |
| 2004 | Unter Wasser (Underwater)                              |
| 2005 | Afrika                                                 |
| 2006 | Weltraum (Space)                                       |
| 2007 | Gelb (Yellow)                                          |
| 2008 | Türkis (Turquoise)                                     |
| 2009 | Rosa                                                   |
| 2010 | Rot/Orange, Fußball-WM 2010                            |
| 2011 | Seefahrt (aus Anlass der Tall Ships’ Races)            |
| 2012 | Diamantene Hochzeit von Elisabeth II. und Prinz Philip |
| 2013 | Schafe (Sheep)                                         |
| 2014 | Ehrung für Nelson Mandela (Mandela Tribute)            |
| 2015 | Lunde                                                  |
| 2016 | Blumen                                                 |
| 2018 | 100 Jahre Frauenwahlrecht im Vereinigten Königreich    |
| 2019 | Fake Gnus                                              |

## Website von Unst Bus Shelter
Unst Bus Shelter hat neben einer Facebook-Fanseite auch eine eigene Website, die im Januar 2004 sogar preisgekrönt wurde. Bei der britischen Sektion des Webportals Yahoo wurde die Internetpräsenz zur besten Community-Website und zweitbesten „Entdeckung des Jahres 2003“ (Yahoo! Find of the Year 2003) gewählt. Neben Mundpropaganda half die Website, die auf einer Idee aus dem Gästebuch des Bushäuschens beruht, Unst Bus Shelter bekannter zu machen.